# Trận Magenta

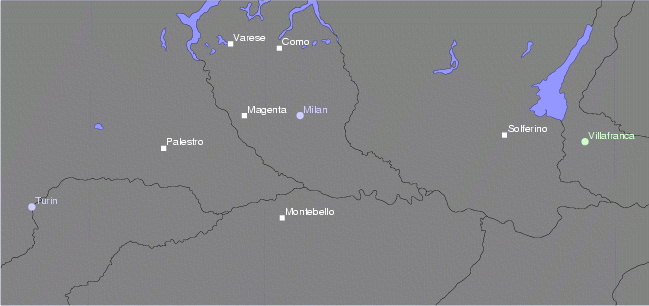
Bản đồ cuộc Chiến tranh giành độc lập Ý lần thứ hai.

Trận Magenta là một trong hai trận đánh lớn của cuộc Chiến tranh giành độc lập Ý lần thứ hai, đã diễn ra vào ngày 4 tháng 6 năm 1859, gần thị trấn Magenta ở miền Bắc nước Ý. Trận đánh đã kết thúc với chiến thắng của quân đội Pháp dưới sự chỉ huy của Hoàng đế Napoléon III trước quân đội Áo do Thống chế Bá tước Ferencz Gyulai chỉ huy. Do gặp rắc rối trong các mệnh lệnh nên đồng minh của Pháp là Sardegna không tham chiến và phải đến tối, khi trận chiến đã chấm dứt, quân đội Sardegna mới kéo đến trận địa.
Napoléon III dự kiến hợp vây quân Áo bằng một vận động gọng kìm, theo đó Quân đoàn II do tướng Patrice de MacMahon chỉ huy sẽ hành quân ở bờ trái sông Ticino, trong khi đội Cận vệ Đế chế cùng các Quân đoàn III và IV sẽ vượt sông Ticino xa về hướng nam. Trái ngược với niềm tin của địch rằng người Áo sẽ không phản ứng trước khi vòng vây được khép kín, quân đội Áo đã quyết định rút quân về hướng đông bắc từ trước đó. Song, cuộc triệt thoái của quân Áo diễn ra còn chậm hơn bước tiến không mấy nhanh nhẹn của MacMahon, hai bên đụng độ nhau vào buổi sáng ngày 4 tháng 6 năm 1859.
Địa hình của trận chiến là một dãy cây ăn quả dài bị các vũng lầy và cây tưới ngăn cách, khiến cho hai bên không thể tiến hành những vận động tinh vi. Quân Áo đã biến mọi ngôi nhà thành đồn bót. Gánh nặng chủ yếu trong chiến đấu thuộc về 5.000 lính phóng lựu của đội Cận vệ Đế chế Pháp, vẫn còn vận quân phục thời Đế chế thứ nhất. Tinh thần tấn công của bộ binh Pháp, hỏa lực hiệu quả cao của pháo rãnh xoắn Pháp và sự kém năng lực của Gyulai đã quyết định trận đánh khi mà quân đoàn MacMahon chọc thủng chiến tuyến của địch. Trong trật tự, quân đội Áo triệt thoái an toàn về Robecco. Trận đánh đã đem lại thiệt hại không nhỏ cho quân Pháp, với 657 người tử trận, 3.203 bị thương và 655 bị bắt hay mất tích. Song, về phía Áo, tổn thất lên đến 1.368 người tử trận, 4.538 bị thương và 4.500 bị bắt. Con số thương vong khá cao này chứng tỏ sự thay đổi bản chất của kỹ nghệ chiến tranh.
Cuộc tàn sát tại Magenta đã gây cho Napoléon hoảng hốt. Song, trong tâm trạng yên lòng, vị hoàng đế phong MacMahon quân hàm Thống chế Pháp và ban cho ông ta tước hiệu Quận công Magenta. Ngoài ra, vì vai trò của đội Cận vệ trong chiến thắng, chỉ huy lực lượng này là tướng Achille Baraguay d'Hiliers cũng được trao gậy Thống chế. Vào ngày 8 tháng 6, Napoléon và vua Sardegna là Vittorio Emmanuele II ca khúc khải hoàn tiến vào Milano.

## Sau trận đánh
Thuốc nhuộm màu magenta, được phát hiện vào năm 1859, đã được đặt theo tên trận đánh, (xuất phát từ màu đỏ thẫm của trận địa Magenta đẫm máu) cũng như Đại lộ Magenta (Boulevard de Magenta) ở thủ đô Paris.